# The Dawn of Love
The Dawn of Love er en amerikansk stumfilm fra 1916 af Edwin Carewe.

## Medvirkende
- Mabel Taliaferro som Jacqueline Allen.
- Robert Frazer som John Lang.
- Leslie Stowe som Miles Allen.
- Peter Lang som Ben Durling.
- Martin Faust som Ward Jennings.